# Ribbon Reef
Ribbon Reef är ett antal rev som utgör den yttre kanten på en del av Stora Barriärrevet utanför Cooktown i delstaten Queensland i Australien.
1. Ribbon Number One Reef, 15°36′20″S 145°48′14″Ö / 15.60555°S 145.80382°Ö
2. Ribbon Number Two Reef, 15°33′36″S 145°47′47″Ö / 15.55987°S 145.79628°Ö
3. Ribbon Number Three Reef, 15°29′15″S 145°48′24″Ö / 15.48738°S 145.80675°Ö
4. Ribbon Number Four Reef, 15°26′06″S 145°48′09″Ö / 15.43499°S 145.80256°Ö
5. Ribbon Number Five Reef, 15°21′28″S 145°47′00″Ö / 15.35788°S 145.78329°Ö
6. Ribbon Number Six Reef, 15°16′39″S 145°45′19″Ö / 15.27742°S 145.75521°Ö
7. Ribbon Number Seven Reef,  15°11′04″S 145°44′03″Ö / 15.18439°S 145.73426°Ö
8. Ribbon Number Eight Reef,  15°04′35″S 145°43′21″Ö / 15.07627°S 145.72252°Ö
9. Ribbon Number Nine Reef,  14°59′24″S 145°42′22″Ö / 14.98994°S 145.70618°Ö
10. Ribbon Number Ten Reef,  14°48′S 145°42′Ö / 14.8°S 145.7°Ö